# (39465) 1978 RW6
1978 أر دابليو 6 (ويعرف أيضًا باسم (39465) 1978 أر دابليو 6 وفق تسمية الكوكب الصغير) (بالإنجليزية: 1978 RW6)‏ هو كويكب ضمن حزام الكويكبات؛ وترتيبه 39465 من حيث الاكتشاف.
اكتُشف هذا الجُرم الفلكي بواسطة Claes-Ingvar Lagerkvist ‏ في 2 سبتمبر 1978.

## وصلات خارجية
- (39465) 1978 RW6 في قاعدة بيانات مختبر الدفع النفاث لأجرام النظام الشمسي الصغيرة

- الاكتشاف · مخطط المدار ·  العناصر المدارية · المعلمات المادية

- (39465) 1978 RW6 على موقع ويكي سكاي: DSS2, SDSS, GALEX, IRAS, Hydrogen α, X-Ray, Astrophoto, Sky Map, Articles and images